# 小坂井站
小坂井站（日语：／ Kozakai eki */?）是位於愛知縣豐川市小坂井町，屬於東海旅客鐵道（JR東海）的飯田線車站。車站編號是CD03。此站過去可轉乘名古屋鐵道小坂井支線前往伊奈站。

## 歷史
- 1898年（明治31年）3月13日 - 豐川鐵道車站啟用，為旅客和貨物車站[1]。
- 1926年（大正15年）4月1日 - 愛知電氣鐵道豐橋線小坂井站啟用[2]。
- 1927年（昭和2年）6月1日 - 隨著愛知電氣鐵道豐橋線伊奈至吉田（現時：豐橋）之間開通[3]，伊奈至小坂井之間變為小坂井線（後來為小坂井支線）。
- 1943年（昭和18年）8月1日 - 豐川鐵道線被國有化，成為鐵道省（後來為日本國有鐵道）飯田線車站[4]。
- 1954年（昭和29年）12月25日 - 名鐵小坂井支線廢止[2]。
- 1963年（昭和38年）12月17日 - 此站與平井號誌站整合[1]。
- 1971年（昭和46年）12月1日 - 除了在專用線出發或到達的車載貨物外，結束貨物起卸業務。結束行李起卸業務[4]。
- 1979年（昭和54年）3月31日 - 結束所有車載貨物起卸業務[4]。
  - 與小坂井站相關的貨物輸送中，車站鄰接混凝土工場，該處混凝土製品離開工場[5]。
- 1987年（昭和62年）4月1日 - 伴隨國鐵分割民營化，車站由東海旅客鐵道（JR東海）營運[4][6]。
- 1999年（平成11年）3月1日 - 成為無人車站[7]。
- 2002年（平成14年） - 新車站大樓落成。
- 2010年（平成22年）3月13日 - 此站開始可以使用IC卡「TOICA」[8]。

| ← 吉田方向      | 小坂井支線配線略圖（1943年） | → 神宮前方向 |
|                 | ↓ 豐川方向                   |              |
| 图例 参考文献： |                              |              |

## 車站構造
本站是地面車站，設有2面2線的相對式月台。車站東邊是1號月台，西邊則是2號月台。在2號月台對面設有1條路軌。
本站的站房位於上行月台（1號月台）側，兩月台之間透過跨線橋連接。車站外觀的主題是蜻蛉，於2002年建成。此站曾設有站長，在1999年後成為無人車站，並由豐川站管理。此站可使用「TOICA」IC卡及其互相運用的交通IC卡。
車站南邊設有飯田線與名鐵名古屋本線的分支點，該處曾經名為平井號誌站。在1963年（昭和38年）12月整合至小坂井站，成為小坂井站的一部分。飯田線南部引入中央控制行車（CTC）前（1984年（昭和59年）），分支點的操作由小坂井站進行。

### 月台
| 月台 | 路線   | 上下行 | 方向           |
| ---- | ------ | ------ | -------------- |
| 1    | 飯田線 | 上行   | 豐橋方向       |
| 2    | 飯田線 | 下行   | 豐川、飯田方向 |

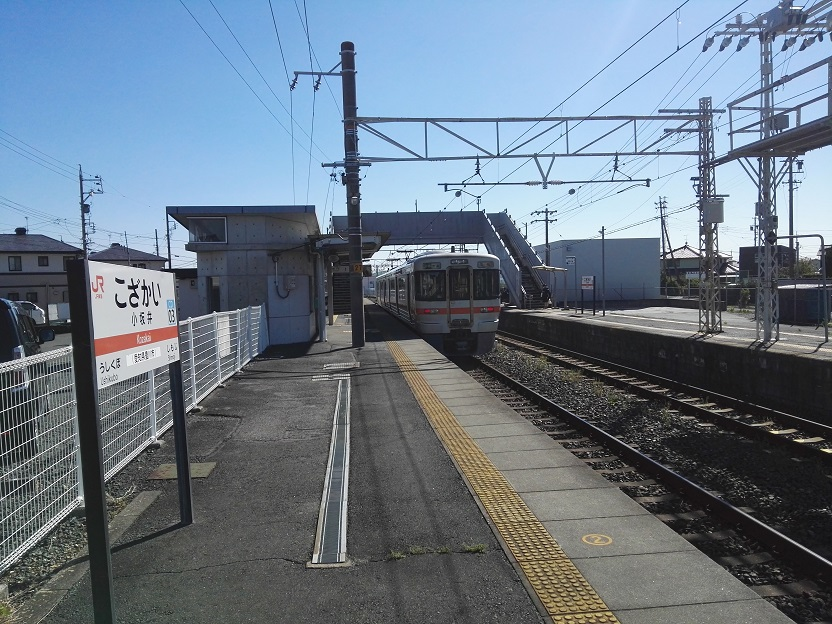
月台(2019年4月)
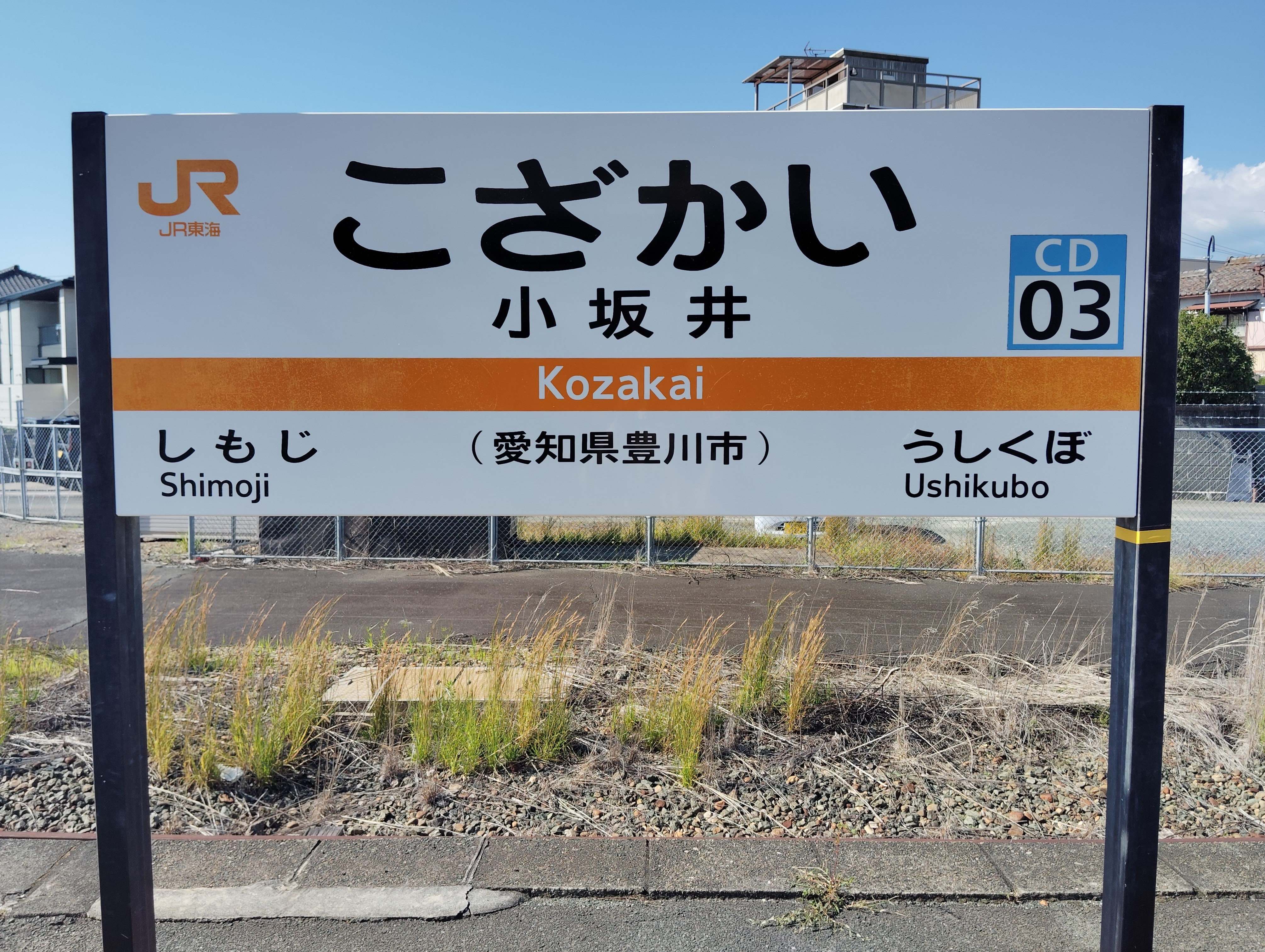
站名牌(2024年10月)
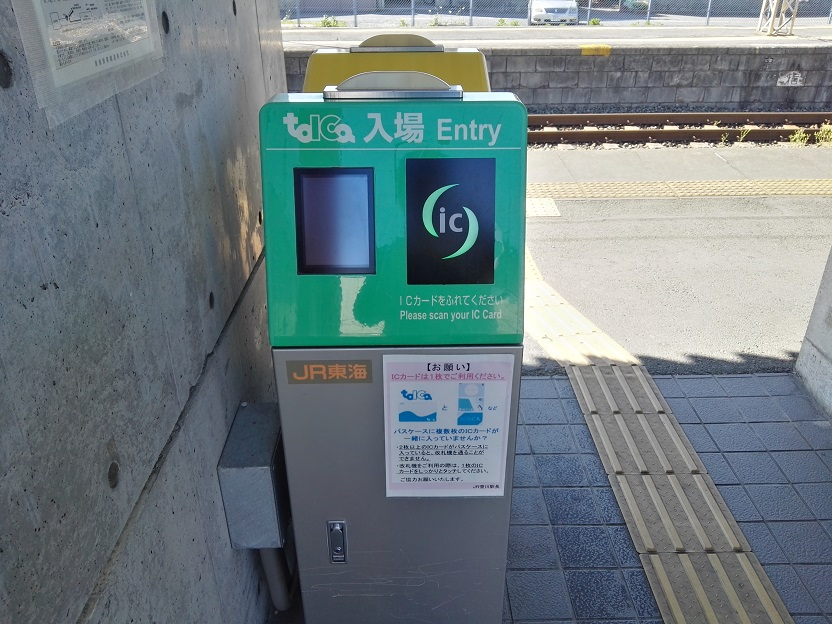
簡易TOICA閘機(2019年4月)

## 使用狀況

### 國鐵→JR

#### 旅客
在2017年度，平均每日乘車人次約為400人，比同區（小坂井地區）的東海道本線西小坂井站和名古屋鐵道（名鐵）伊奈站為少。
以下為1950年度至2017年度的1日平均乘車人次（國鐵與JR）：
| 1日平均乘車人次變化 | 1日平均乘車人次變化 | 1日平均乘車人次變化             |
| 年度                | 乘車人次            | 參考資料                        |
| ------------------- | ------------------- | ------------------------------- |
| 1950年度            | 1,904人             | [ 使用狀況 1 ]                  |
| 1951年度            | 2,535人             | [ 使用狀況 2 ]                  |
| 1952年度            | 2,399人             | [ 使用狀況 3 ]                  |
| 1953年度            | 2,431人             | [ 使用狀況 4 ]                  |
| 1954年度            | 2,112人             | [ 使用狀況 5 ]                  |
| 1955年度            | 1,058人             | [ 使用狀況 6 ]                  |
| 1956年度            | 1,019人             | [ 使用狀況 7 ]                  |
| 1957年度            | 1,110人             | [ 使用狀況 8 ]                  |
| 1958年度            | 1,120人             | [ 使用狀況 9 ]                  |
| 1959年度            | 1,220人             | [ 使用狀況 10 ]                 |
| 1960年度            | 1,254人             | [ 使用狀況 11 ]                 |
| 1961年度            | 1,286人             | [ 使用狀況 12 ]                 |
| 1962年度            | 1,352人             | [ 使用狀況 13 ]                 |
| 1963年度            | 1,410人             | [ 使用狀況 14 ]                 |
| 1964年度            | 1,339人             | [ 使用狀況 15 ]                 |
| 1965年度            | 1,419人             | [ 使用狀況 16 ]                 |
| 1966年度            | 1,414人             | [ 使用狀況 17 ]                 |
| 1967年度            | 1,435人             | [ 使用狀況 18 ]                 |
| 1968年度            | 1,406人             | [ 使用狀況 19 ]                 |
| 1969年度            | 1,316人             | [ 使用狀況 20 ]                 |
| 1970年度            | 1,304人             | [ 使用狀況 21 ]                 |
| 1971年度            | 1,283人             | [ 使用狀況 22 ]                 |
| 1972年度            | 1,190人             | [ 使用狀況 23 ]                 |
| 1973年度            | 1,125人             | [ 使用狀況 24 ]                 |
| 1974年度            | 1,148人             | [ 使用狀況 25 ]                 |
| 1975年度            | 1,025人             | [ 使用狀況 26 ]                 |
| 1976年度            | 977人               | [ 使用狀況 27 ]                 |
| 1977年度            | 905人               | [ 使用狀況 28 ]                 |
| 1978年度            | 859人               | [ 使用狀況 29 ]                 |
| 1979年度            | 810人               | [ 使用狀況 30 ]                 |
| 1980年度            | 878人               | [ 使用狀況 31 ]                 |
| 1981年度            | 831人               | [ 使用狀況 32 ]                 |
| 1982年度            | 700人               | [ 使用狀況 33 ]                 |
| 1983年度            | 644人               | [ 使用狀況 34 ]                 |
| 1984年度            | 577人               | [ 使用狀況 35 ]                 |
| 1985年度            | 549人               | [ 使用狀況 36 ]                 |
| 1986年度            | 564人               | [ 使用狀況 37 ]                 |
| 1987年度            | 586人               | [ 使用狀況 38 ]                 |
| 1988年度            | 622人               | [ 使用狀況 39 ]                 |
| 1989年度            | 605人               | [ 使用狀況 40 ]                 |
| 1990年度            | 636人               | [ 使用狀況 41 ]                 |
| 1991年度            | 652人               | [ 使用狀況 42 ]                 |
| 1992年度            | 657人               | [ 使用狀況 43 ]                 |
| 1993年度            | 662人               | [ 使用狀況 44 ]                 |
| 1994年度            | 659人               | [ 使用狀況 45 ]                 |
| 1995年度            | 617人               | [ 使用狀況 46 ]                 |
| 1996年度            | 600人               | [ 使用狀況 47 ]                 |
| 1997年度            | 598人               | [ 使用狀況 48 ]                 |
| 1998年度            | 593人               | [ 使用狀況 49 ] [ 使用狀況 50 ] |
| 1999年度            | 532人               | [ 使用狀況 51 ] [ 使用狀況 50 ] |
| 2000年度            | 523人               | [ 使用狀況 50 ]                 |
| 2001年度            | 489人               | [ 使用狀況 50 ]                 |
| 2002年度            | 462人               | [ 使用狀況 50 ]                 |
| 2003年度            | 452人               | [ 使用狀況 52 ]                 |
| 2004年度            | 454人               | [ 使用狀況 52 ]                 |
| 2005年度            | 462人               | [ 使用狀況 52 ]                 |
| 2006年度            | 437人               | [ 使用狀況 52 ]                 |
| 2007年度            | 438人               | [ 使用狀況 52 ]                 |
| 2008年度            | 426人               | [ 使用狀況 53 ]                 |
| 2009年度            | 394人               | [ 使用狀況 53 ]                 |
| 2010年度            | 410人               | [ 使用狀況 53 ]                 |
| 2011年度            | 394人               | [ 使用狀況 54 ]                 |
| 2012年度            | 371人               | [ 使用狀況 54 ]                 |
| 2013年度            | 397人               | [ 使用狀況 55 ]                 |
| 2014年度            | 415人               | [ 使用狀況 55 ]                 |
| 2015年度            | 430人               | [ 使用狀況 55 ]                 |
| 2016年度            | 418人               | [ 使用狀況 56 ]                 |
| 2017年度            | 443人               | [ 使用狀況 56 ]                 |

#### 貨物
以下為在1950年度至1979年度終止貨物起卸之間的貨物起卸量（起載、卸載公噸數）列表：
| 貨物起卸量變化                   | 貨物起卸量變化 | 貨物起卸量變化 |
| 年度                             | 起載           | 卸載           |
| -------------------------------- | -------------- | -------------- |
| 1950年度                         | 4,686t         | 6,529t         |
| 1951年度                         | 6,484t         | 6,206t         |
| 1952年度                         | 8,059t         | 5,361t         |
| 1953年度                         | 8,753t         | 7,098t         |
| 1954年度                         | 8,119t         | 5,518t         |
| 1955年度                         | 7,524t         | 4,806t         |
| 1956年度                         | 9,084t         | 5,330t         |
| 1957年度                         | 15,081t        | 5,088t         |
| 1958年度                         | 10,061t        | 5,646t         |
| 1959年度                         | 13,417t        | 8,064t         |
| 1960年度                         | 26,033t        | 16,641t        |
| 1961年度                         | 40,496t        | 13,215t        |
| 1962年度                         | 21,258t        | 15,779t        |
| 1963年度                         | 42,093t        | 12,145t        |
| 1964年度                         | 20,263t        | 12,842t        |
| 1965年度                         | 16,309t        | 9,774t         |
| 1966年度                         | 20,357t        | 47,193t        |
| 1967年度                         | 31,725t        | 66,647t        |
| 1968年度                         | 33,475t        | 54,026t        |
| 1969年度                         | 34,863t        | 60,401t        |
| 1970年度                         | 30,566t        | 59,829t        |
| 1971年度                         | 22,911t        | 48,624t        |
| 1972年度                         | 9,413t         | 47,681t        |
| 1973年度                         | 12,959t        | 35,275t        |
| 1974年度                         | 5,977t         | 35,440t        |
| 1975年度                         | 5,781t         | 23,129t        |
| 1976年度                         | 5,723t         | 5,911t         |
| 1977年度                         | 12,953t        | 482t           |
| 1978年度                         | 10,262t        | -              |
| 1979年度                         | 3,866t         | -              |
| ※參考資料與國鐵/JR乘車人次相同。 |                |                |

### 名鐵
以下為在1950年度至1953年度小坂井支線廢止時的一日平均乘車人次：
- 1950年度（※） - 1,179人
- 1951年度 - 1,572人
- 1952年度 - 1,576人
- 1953年度 - 904人
※ 在1950年度數據，只計算1949年11月1日至1950年10月31日之間的數値。
參考資料與國鐵/JR乘車人次相同。

## 車站周邊

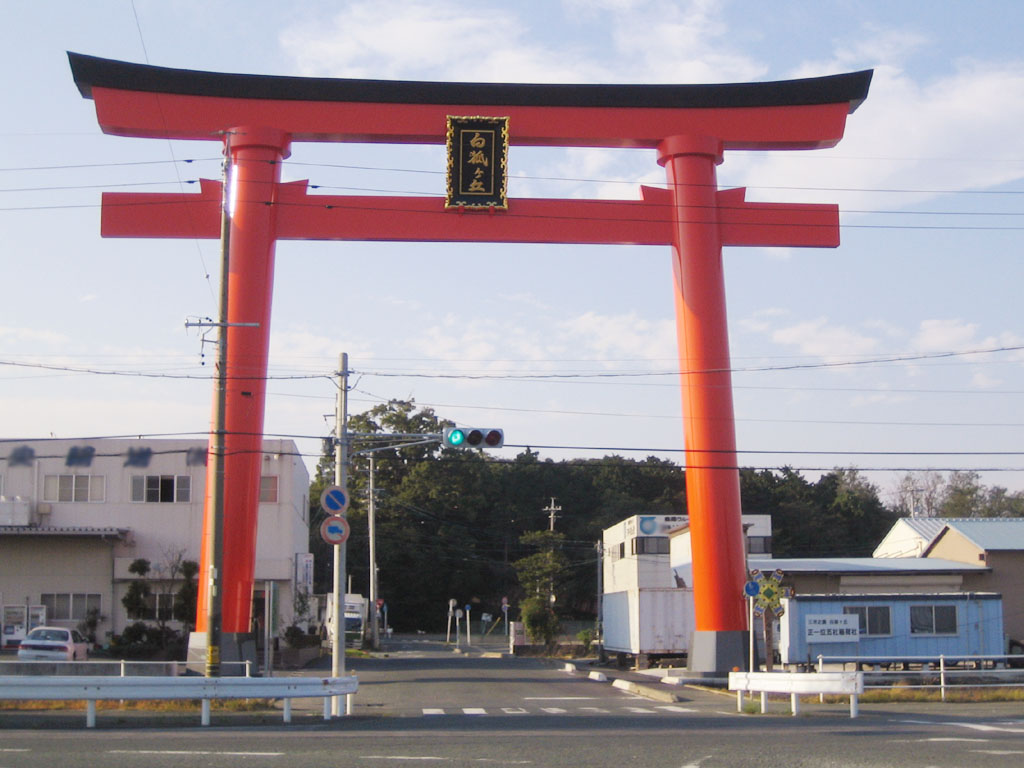
五社稻荷

車站位於豐川市南部的小坂井地區
- 豐川市小坂井分所
- Karna小坂井店
- A-Coop小坂井店
- 豐川市立小坂井東小學（日语：豊川市立小坂井東小学校）
- 愛知縣立小坂井高等學校（日语：愛知県立小坂井高等学校）
- 菟足神社（日语：菟足神社）
- 五社稻荷
- 綜合青山醫院
- 向日葵農協（日语：ひまわり農業協同組合）和平會館小坂井
- 豐川防洪道
- 國道1號
- 國道151號（日语：国道151号）
- 愛知縣道385號前芝小坂井停車場線（日语：愛知県道385号前芝小坂井停車場線）
- 愛知縣道496號白鳥豐橋線（日语：愛知県道496号白鳥豊橋線）

## 相鄰車站
東海旅客鐵道（JR東海）
 飯田線
■快速（只有上行班次）、■普通（較快速的班次）
豐橋（CD00）－小坂井（CD03）－牛久保（CD04）
■普通（各站停車）
下地（CD02）－（平井號誌站）－小坂井（CD03）－牛久保（CD04）
※部分普通列車（日間大約一半班次）為較快速的班次，均通過下地站和船町站。

## 注腳

### 使用狀況
1. ↑  《愛知縣統計年鑑》昭和27年度刊，327頁
2. ↑  《愛知縣統計年鑑》28年度刊，311頁
3. ↑  《愛知縣統計年鑑》29年度刊，330頁
4. ↑  《愛知縣統計年鑑》30年度刊，306頁
5. ↑  《愛知縣統計年鑑》31年度刊，304頁
6. ↑  《愛知縣統計年鑑》32年度刊，320頁
7. ↑  《愛知縣統計年鑑》33年度刊，336頁
8. ↑  《愛知縣統計年鑑》34年度刊，380頁
9. ↑  《愛知縣統計年鑑》35年度刊，293頁
10. ↑  《愛知縣統計年鑑》36年度刊，261頁
11. ↑  《愛知縣統計年鑑》37年度刊，325頁
12. ↑  《愛知縣統計年鑑》38年度刊，297頁
13. ↑  《愛知縣統計年鑑》39年度刊，299頁
14. ↑  《愛知縣統計年鑑》40年度刊，263頁
15. ↑  《愛知縣統計年鑑》41年度刊，239頁
16. ↑  《愛知縣統計年鑑》42年度刊，263頁
17. ↑  《愛知縣統計年鑑》43年度刊，193頁
18. ↑  《愛知縣統計年鑑》44年度刊，197頁
19. ↑  《愛知縣統計年鑑》45年度刊，205頁
20. ↑  《愛知縣統計年鑑》46年度刊，229頁
21. ↑  《愛知縣統計年鑑》47年度刊，237頁
22. ↑  《愛知縣統計年鑑》48年度刊，217頁
23. ↑  《愛知縣統計年鑑》49年度刊，215頁
24. ↑  《愛知縣統計年鑑》50年度刊，221頁
25. ↑  《愛知縣統計年鑑》51年度刊，225頁
26. ↑  《愛知縣統計年鑑》52年度刊，217頁
27. ↑  《愛知縣統計年鑑》53年度刊，231頁
28. ↑  《愛知縣統計年鑑》54年度刊，233頁
29. ↑  《愛知縣統計年鑑》55年度刊，221頁
30. ↑  《愛知縣統計年鑑》56年度刊，227頁
31. ↑  《愛知縣統計年鑑》57年度刊，239頁
32. ↑  《愛知縣統計年鑑》58年度刊，223頁
33. ↑  《愛知縣統計年鑑》59年度刊，223頁
34. ↑  《愛知縣統計年鑑》60年度刊，241頁
35. ↑  《愛知縣統計年鑑》61年度刊，235頁
36. ↑  《愛知縣統計年鑑》62年度刊，223頁
37. ↑  《愛知縣統計年鑑》63年度刊，223頁
38. ↑  《愛知縣統計年鑑》平成元年度刊，225頁
39. ↑  《愛知縣統計年鑑》2年度刊，223頁
40. ↑  《愛知縣統計年鑑》3年度刊，225頁
41. ↑  《愛知縣統計年鑑》4年度刊，229頁
42. ↑  《愛知縣統計年鑑》5年度刊，221頁
43. ↑  《愛知縣統計年鑑》6年度刊，221頁
44. ↑  《愛知縣統計年鑑》7年度刊，239頁
45. ↑  《愛知縣統計年鑑》8年度刊，241頁
46. ↑  《愛知縣統計年鑑》9年度刊，243頁
47. ↑  《愛知縣統計年鑑》10年度刊，241頁
48. ↑  《愛知縣統計年鑑》11年度刊，241頁
49. ↑  《愛知縣統計年鑑》12年度刊，239頁
50. 1 2 3 4 5  《小坂井之統計》平成15年，37頁
51. ↑  《愛知縣統計年鑑》13年度刊，240頁
52. 1 2 3 4 5  《小坂井之統計》平成20年，37頁
53. 1 2 3  《豐川市之統計》平成23年，52頁
54. 1 2  《豐川市之統計》平成25年
55. 1 2 3  《豐川市之統計》平成28年
56. 1 2  《豐川市之統計》平成30年